# Bedürfnisanstalt
Eine Bedürfnisanstalt, auch öffentliches WC oder WC-Anlage genannt, ist eine allgemein zugängliche größere Toilettenanlage im öffentlichen Raum zum Verrichten der Notdurft oder zum Urinieren. Meist befindet sie sich an größeren zentralen Plätzen, in Parkanlagen, auf Bahnhöfen und Raststätten.

## Geschichte

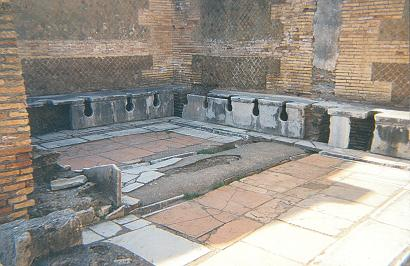
Römische Bedürfnisanstalt in Ostia

Erste Nachweise einer Bedürfnisanstalt sind im Palast von Knossós aus der minoischen Zeit von Kreta zu finden. Dass hier die Reste eines Wasserklosetts gefunden wurden, gilt als ziemlich sicher. Als Örtlichkeiten sind Toiletten jedoch erst für die hellenistische Zeit sicher nachweisbar. Hier finden sich Spuren in Gymnasien. Bei den Römern waren Bedürfnisanstalten in öffentlichen Gebäuden seit der Spätphase der Republik anzutreffen.
Die öffentlichen Bedürfnisanstalten der Römer zeichneten sich nicht selten durch großen Komfort aus und waren teilweise luxuriös ausgestattet. In den latrina oder auch forica genannten Örtlichkeiten fand man Marmorsitze und sie waren meist ans Wassernetz angeschlossen. Eine Benutzung war gegen Entgelt möglich. Zur Regierungszeit von Kaiser Diokletian (284–305 n. Chr.) gab es 150 öffentliche Bedürfnisanstalten in der Stadt Rom. Viele waren direkt Badehäusern angeschlossen und zur Spülung wurde das gebrauchte Wasser der Bäder genutzt. Zur Reinigung diente der Xylospongium, ein Holzstab an dem Blätter und vor allem Schwämme befestigt waren. Er wurde wie unsere heutigen Klobürsten eingesetzt und diente zur Reinigung der Bedürfnisanstalten und der einzelnen Toilettensitze und -vertiefungen. Ein bekanntes Beispiel für solch eine Einrichtung ist die Cloaca Maxima.
Zur Zeit der Völkerwanderung gingen seit dem 4. Jahrhundert n. Chr. zivilisatorische Errungenschaften der Antike verloren – so auch die Bedürfnisanstaltskultur. Im europäischen Mittelalter wurden Nachttöpfe auf die Gasse ausgeleert. In Burgen und Schlössern der Adligen gab es Aborterker – kleine, an die Burgmauern gleichsam angeheftete Toilettennischen. Die Notdurft fiel an der Burgmauer in die Tiefe.

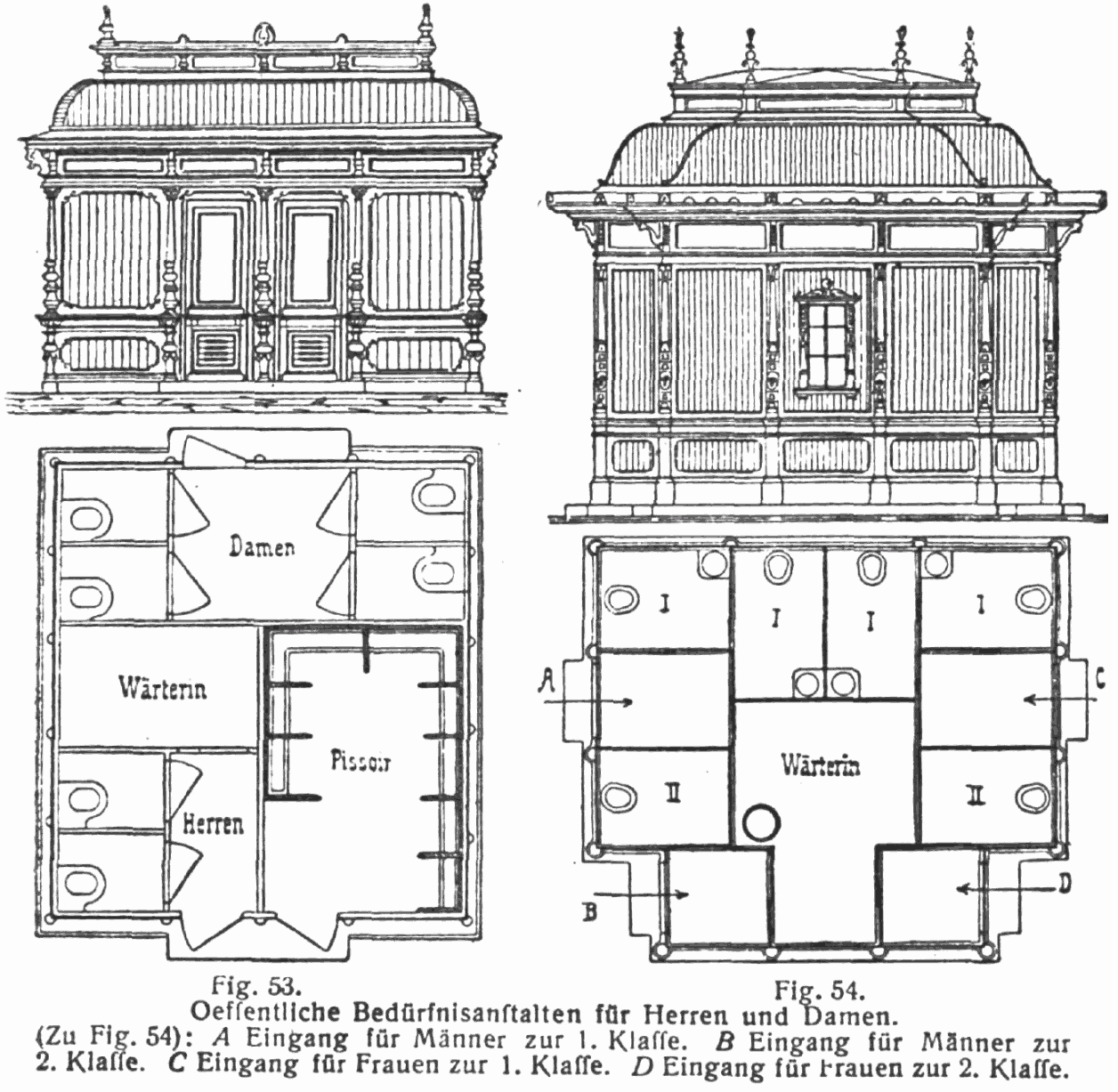
Bedürfnisanstalt um 1900: In der „1. Klasse“ war zudem eine Waschgelegenheit vorhanden, in der „2. Klasse“ nicht.

In Paris waren bereits seit der Französischen Revolution öffentliche Toilettenanstalten und „Pissoirs“ errichtet wurden. Auch in Zentraleuropa wurde seit Mitte des 19. Jahrhunderts diskutiert, entsprechende Einrichtungen in den Städten zu errichten. Mit der Entwicklung von Abwassersystemen wurden zunehmend Anstalten gebaut und betrieben. Ab 1860 waren etwa in Berlin öffentliche Pissoirs installiert worden; Wien folgte einige Jahre später. Da dort allerdings (ohne eine zentrale Wasserversorgung) der Urin nicht mit Wasser über eine Kanalisation weggespült werden konnte, kam es zu erheblichen Geruchsproblemen und einer mangelnden Akzeptanz sowohl der potenziellen Nutzer als auch der benachbarten Anwohner. Daher gab es in Wien zunächst nur wenige Pissoirs, die von der Gemeinde errichtet worden waren. Im Deutschen etablierte sich das Berufsbild des Abtrittanbieters.
Die künftige Bedeutung der Bedürfnisanstalt als Sanitärmaßnahme vorausschauend, beschloss der Unternehmer Wilhelm Beetz, sich auf die Errichtung und den Betrieb von öffentlichen Toilettenanstalten zu spezialisieren. Zunächst ersuchte er 1880 den Magistrat von Wien, ihm den Bau und Betrieb von „Bedürfniß-Anstalten für Personen beiderlei Geschlechts“ zu genehmigen. Obgleich die sanitären Zustände im öffentlichen Raum Wiens katastrophal waren und im öffentlichen Diskurs auf entsprechende Lösungen gedrungen wurde, lehnte der Magistrat das Ansuchen mit der Begründung ab, dass die Stadt solche Anlagen in Eigenregie zu erstellen und zu betreiben beabsichtige. Nachdem jedoch nichts dergleichen geschehen war, stellte Beetz zwei Jahre später einen neuerlichen Antrag mit dem Hinweis, dass in anderen Städten wie Paris, Berlin, Breslau oder Brüssel öffentliche Toiletten von Privatunternehmen mit Erfolg betrieben wurden.

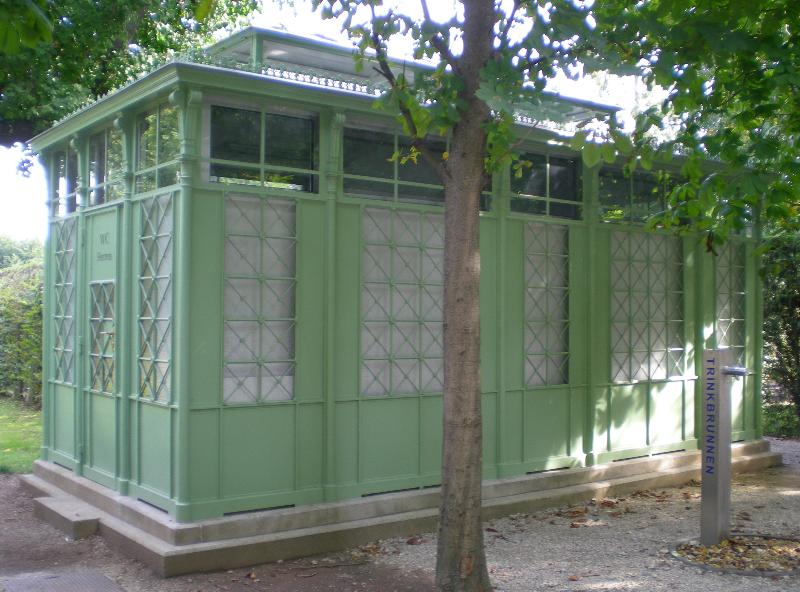
Öffentliche Bedürfnisanstalt im Schlosspark von Schönbrunn (Wien)

1883 erteilte die Gemeinde Wien schließlich die Bewilligung, nachdem durch eine Choleraepidemie der Handlungsbedarf weiter zugenommen und sie einen für sich „äußerst günstigen Vertrag“ ausgehandelt hatte: Beetz hatte eine Kaution zu erlegen, die Aufstellung und den Betrieb selbst zu finanzieren, die Kosten für Gas, Wasser und Aufsichtspersonal zu bestreiten, weiterhin eine Platzmiete zu bezahlen und drei Prozent der Bruttoeinnahmen an die Stadt Wien zu entrichten. Die Vertragsdauer wurde zunächst auf zehn Jahre festgelegt. Ende 1903 betrieb Beetz mit seiner Firma bereits 93 Pissoirs sowie 58 Bedürfnisanstalten, und 1904 wurde die erste unterirdische Bedürfnisanstalt am Graben errichtet. (Im Jahr 1939 betrieb Beetz in Wien 112 Bedürfnisanstalten – davon 7 unterirdische – sowie 117 Pissoirs.) Im Jahr 1895 schloss Beetz mit der Stadtverwaltung von Budapest einen ähnlichen Vertrag ab und eröffnete dort einen weiteren Betrieb. 1907 wurde der Vertrag mit der Stadt Wien bis 1940 verlängert, zugleich wurden sämtliche Anlagen in den Besitz der Gemeinde übertragen.

## Alternativen zur Wasserspülung

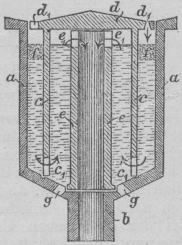
Beetzscher Ölsiphon (Polytechnisches Journal 1894)

Die Wasserspülung eines öffentlichen Pissoirs benötigte 300 Liter Wasser pro Stunde. Um dem Problem der Geruchsbelästigung und des großen Verbrauchs an teurem Frischwasser zu begegnen, entwickelte Wilhelm Beetz ein Verfahren, bei dem Öl in den Pissoiranlagen verwendet wurde. Eine spezielle Mineralölmischung, die er unter dem Namen „Urinol“ schützte, diente sowohl zum Anstrich der Wände der Pissoirs als auch in einem speziellen, ebenfalls von Beetz entwickelten Siphon als „Geruchsverschluss“. Bereits um 1915 wurde seine Erfindung eines frühen Trockenurinals weltweit in öffentlichen Pissoirs genutzt.

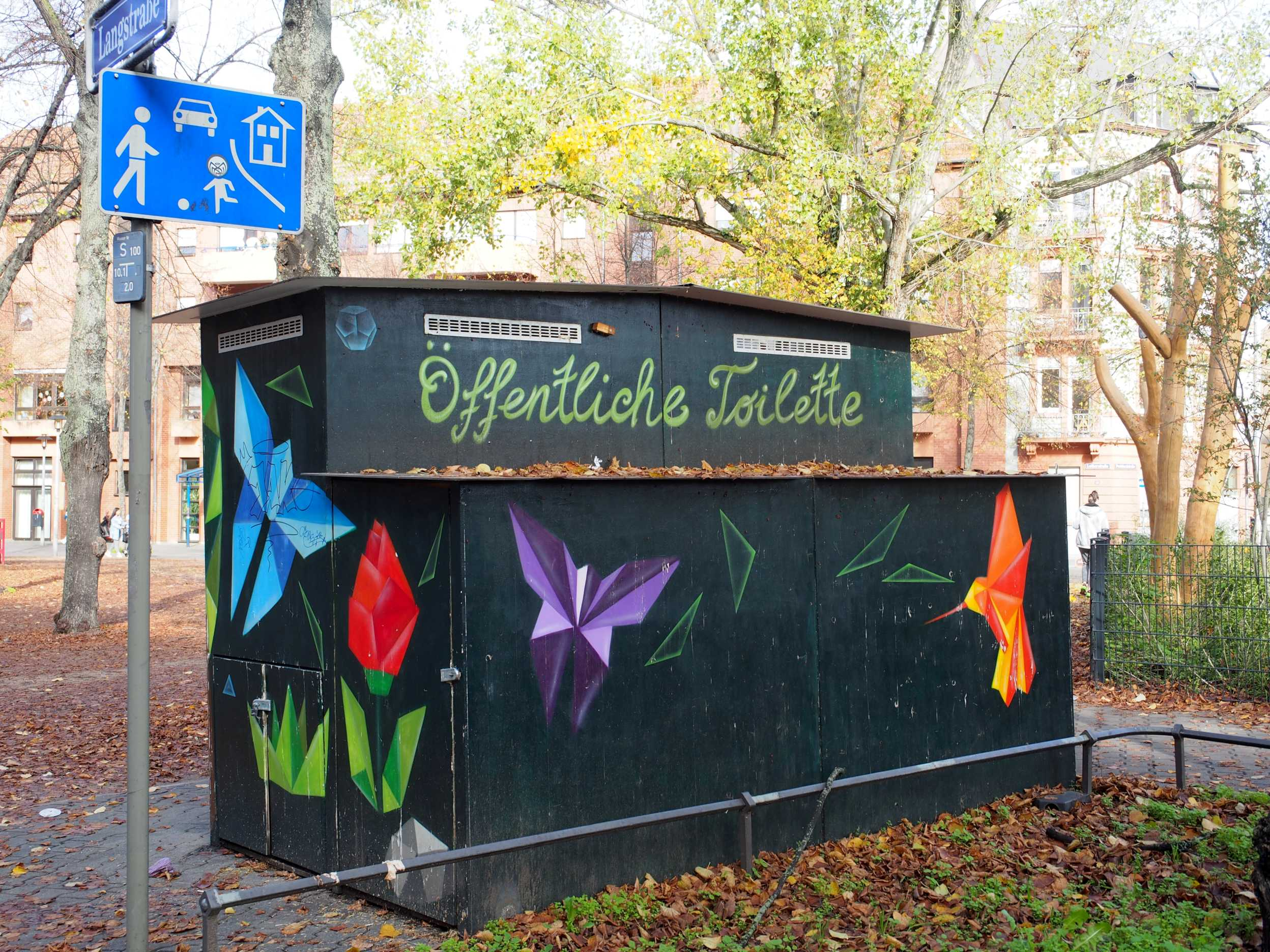
Moderne Trockentoilette in der Mannheimer Neckarstadt

Eine weitere Alternative zur Bedürfnisanstalt mit Wasserspülung stellte das um 1900 entwickelte Feuerklosett dar.
Zum schnellen Wechsel der Örtlichkeiten, speziell für die massenhafte Nutzung und vor allem in Kriegszeiten für Soldaten, wurden Gruben ausgehoben, vor denen zum Sitzen ein Donnerbalken aufgestellt wurde; diese sind jedoch in der Regel keine öffentlichen Bedürfnisanstalten, sondern Militärpersonen vorbehalten.

## Prinzipien
Bedürfnisanstalten sind – im Gegensatz zu privaten Klos und Bordtoiletten in Verkehrsmitteln – ähnlich wie Toiletten in Gaststätten und öffentlichen Gebäuden in der Regel nach Geschlechtern getrennt. In deutschsprachigen Ländern ist die Benutzung oft kostenpflichtig (siehe: Toilettengroschen). Durch Münzeinwurf an Sperreinrichtungen (beispielsweise auf Bahnhöfen) wird das Entgelt gezahlt. In häufigen Fällen wird diese Nutzungsgebühr durch die Aufsichts- oder Reinigungsperson entgegengenommen. Für diese Berufstätigkeit ist die Bezeichnung „Toilettenwärter“, im besonderen Falle „Klofrau“ eingebürgert. Neben diesen gebührenpflichtigen Toiletten, die bei Kleingeldmangel zu Notsituationen führen, gibt es aber in neuerer Zeit den gegenläufigen Trend der „Netten Toilette“. Zudem erleichtert der Euroschlüssel behinderten Berechtigten die Nutzung.
Einfache Einrichtungen dienen nur dem Urinieren von Männern. Dort kommen neben den Sitzbecken getrennte Urinale und früher überwiegend sogenannte Pinkelrinnen zum Einsatz.
Seit den 1970er Jahren werden zunehmend auch Chemietoiletten für Sanitärcontainer oder Mobile Toilettenkabinen verwendet. 
In zahlreichen Bedürfnisanstalten sind, insbesondere bei den Einzelkabinen, sogenannte Klosprüche oder sonstige Graffiti auf den Wänden zu finden.

## Sonstiges

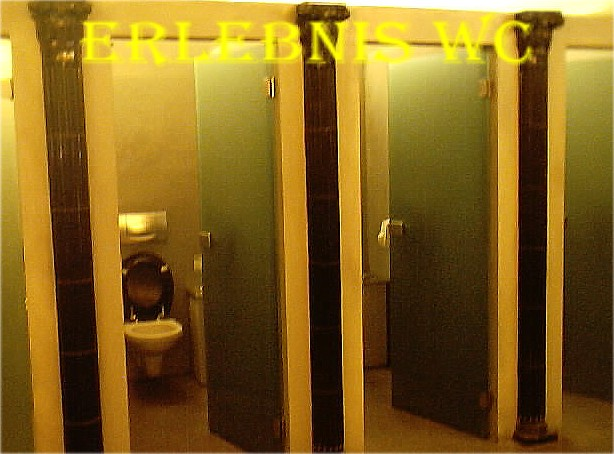
Toilette in Berlin (Lese-Restaurant „Theodor Tucher“, vormals „Tucher am Tor“)

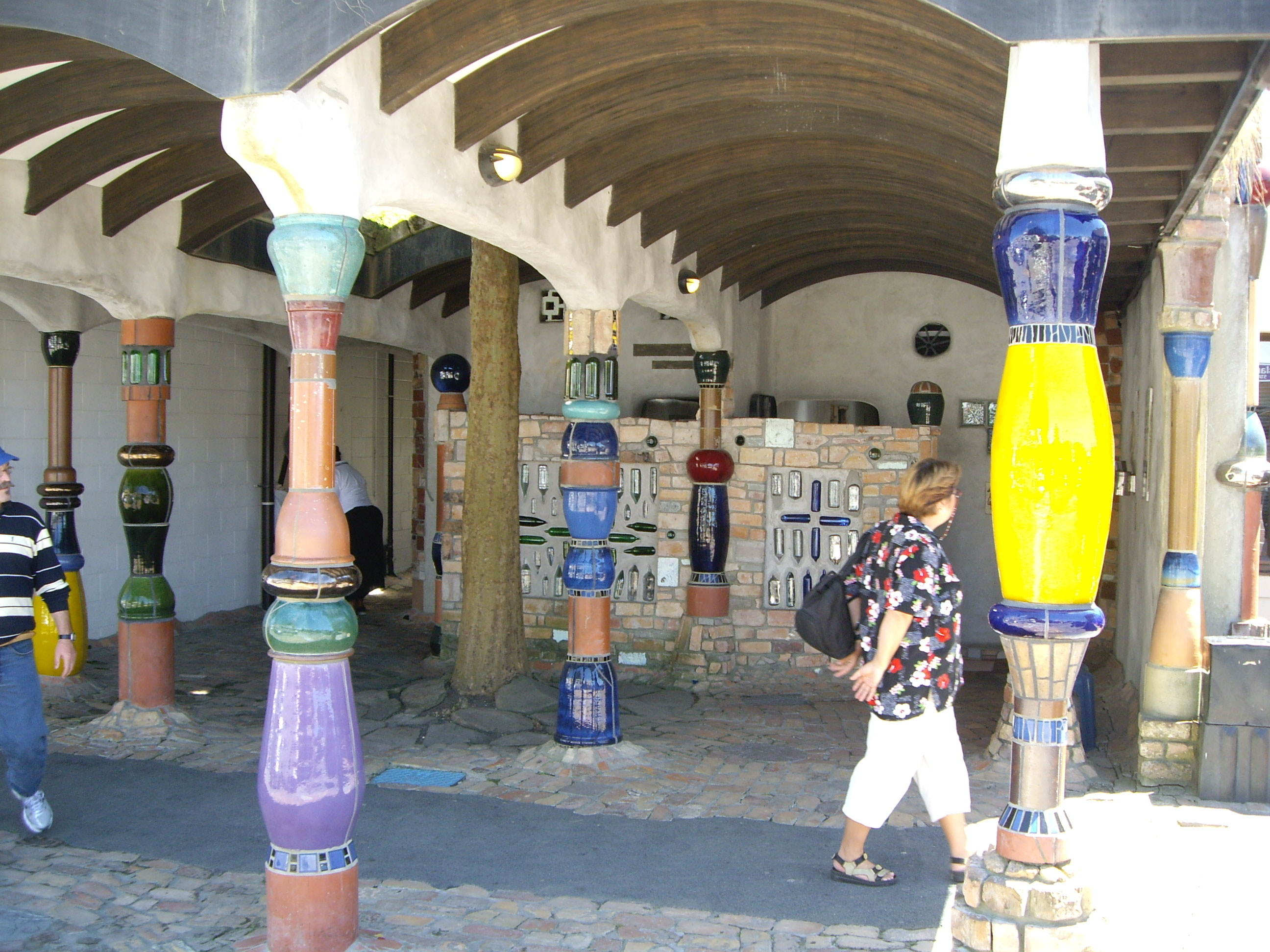
Hundertwasser-Toilette in Kawakawa

Die avantgardistische Kunstszene entdeckt seit einiger Zeit immer häufiger nicht mehr in Gebrauch befindliche Bedürfnisanstalten als ungewöhnliche Orte für Ausstellungen. Ein Beispiel ist das berühmte „London“ in der schwedischen Stadt Uppsala. Die vermutlich meistfotografierte öffentliche Toilette ist die Hundertwasser-Toilette in Kawakawa, Neuseeland. Sie wurde 1999 von dem bekannten Künstler Friedensreich Hundertwasser entworfen. Weitere Hundertwasser-Toiletten befinden sich in der Grünen Zitadelle von Magdeburg und im Hundertwasser-Bahnhof Uelzen.
Im Restaurant „Tucher“ nahe dem Brandenburger Tor befand sich eine den Berliner „Protz-Stationen“ der 1900er Jahre nachempfundene Toilette mit offenen Kabinen und (zwar mit Wasserspülung) imitierten Trockenklosettsitzen. Beim Umbau zum Lese-Restaurant wurden diese allerdings zu „dem Stand von 2000 zugelassenen“ Toiletten geändert. Lediglich die Pissioirsäule (mit sechs Ständen) trägt in Sichthöhe noch Bildschirme, auf denen kultivierte Videos laufen. Die Bezeichnung „Protz-Station“ geht auf den Berliner Versicherungsunternehmer Rudolf Protz zurück, der in der sich entwickelnden Großstadt Toiletten mit Wasserspülung zum allgemeine Zugang einrichten ließ. Das Tätigkeitswort „abprotzen“ steht in der Soldatensprache wiederum dem Abhängen der Protze nahe. Diese Einrichtungen für den Stuhlgang ergänzten im öffentlichen Raum das Café Achteck, das nur dem Urinieren für Männer diente. Allerdings wurden, um die historische Form zu erhalten, einige dieser Häuschen umgebaut und bieten sowohl einen „Herren-“ als auch einen „Damen-Eingang“.
Eine neuere Form, kostenlose öffentlichen Toilette zu unterhalten, sind die im öffentlichen Raum aufgestellten Wall-Kioske der Firma Wall, die insbesondere in Großstädten und Touristenzentren eine zunächst kostenlose Nutzung ermöglichten. Das Unternehmen nutzt für die Aufstellung, Unterhaltung und Reinigung dieser Toilettenkioske einen Teil der Gelder, die durch das Aufstellen von Werbewänden, Werbungsaufstellern oder allgemein auf Stadtmöbeln eingenommen werden. Inzwischen verlangt das Unternehmen für die Nutzung je nach Lage jedoch 30 bis 50 Cent. Kostenneutral soll dagegen die Nette Toilette zur Verfügung stehen. Auch Ströer Media betreut öffentliche WC.
Öffentliche Toiletten unterliegen den Vorschriften des Gesetzgebers und müssen festgelegte Standards erfüllen. So sind auch Bedingungen für Senioren oder Schwerbehinderte vorgeschrieben. Im Jahre 2019 begann die Aufstellung der Berliner Toilette: sie ist vollständig barrierefrei und erfüllt die DIN-Verordnung für Barrierefreiheit (DIN 18040-1:2010-10). Für Menschen mit körperlichen Einschränkungen und ihre Assistenzpersonen ist durch das „Euroschlüssel-System“ der kostenfreie Zugang gegeben. Um die Wartung und Abschreibungen zu ermöglichen, wird für die Benutzung eine Gebühr von 50 Cent erhoben und die Wände sind zugleich Werbefläche.